# La notte dei morti dementi
La notte dei morti dementi (Una de Zombis) è un film del 2003 diretto da Miguel Ángel Lamata.
Film parodistico spagnolo, prodotto da Santiago Segura e María Luisa Gutiérrez.

## Trama
Aijon, ventenne sfaticato, viene cacciato di casa dai genitori nel tentativo di spingerlo a far qualcosa nella vita. Rifugiatosi in una casa abbandonata inizierà a scrivere un copione di un film aiutato da Caspas prima e Carla poi e, nel frattempo, finendo invischiato nelle trame per la conquista del mondo da parte di Entrecot, un ex prete ora a capo dei los anticristos, una mafia satanista formata da zombie.